# 王宗鼎
王宗鼎（？—926年5月2日），中國五代十国時代人物，前蜀高祖王建的第七子（一说第八子），褚姬所生。一说其母为花蕊夫人（翊圣太妃）徐氏。
武成三年（910年），王宗鼎被父亲封为彭王。当时前蜀后主即位后，各位兄长都兼任军使，王宗鼎对兄弟说不可主少臣强，辞去军使，经营书舍，以种松竹自娱。乾德六年（924年），王宗鼎改封为鲁王。次年，后唐庄宗李存勖派李继岌、郭崇韬率军灭前蜀。伶人景进向庄宗进言翦除王衍，庄宗便杀害了王衍及其亲族，三月十八甲戌（926年5月2日），王宗鼎、王宗輅、王宗紀、王宗智、王宗澤、王宗平、王宗特、王衍兄弟八人一起死在秦川驿，葬于长安县三赵村。